# Cuneo Granda Volley 2017-2018
Questa voce raccoglie le informazioni riguardanti il Cuneo Granda Volley nelle competizioni ufficiali della stagione 2017-2018.

## Stagione
Nella stagione 2017-18 la Cuneo Granda Volley assume la denominazione sponsorizzata di UBI Banca San Bernardo Cuneo.
Partecipa per la prima volta alla Serie A2 grazie alla promozione ottenuta dalla Serie B1 nell'annata precedente con la vittoria dei play-off promozione; chiude la regular season di campionato al secondo posto in classifica, qualificandosi per i play-off promozione: esce nella serie delle semifinali battuta dal Chieri '76.
Il primo posto al termine del girone di andata consente alla Cuneo Granda di qualificarsi per la Coppa Italia di Serie A2: viene eliminata nei quarti di finale a seguito della sconfitta subita contro il CUS Torino.

## Organigramma societario
Area direttiva
- Presidente: Diego Borgna

Area tecnica
- Allenatore: François Salvagni (fino al 19 gennaio 2018), Andrea Pistola (dal 25 gennaio 2018)
- Allenatore in seconda: Domenico Petruzzelli

## Rosa
| N° | Nome                  | Ruolo | Data di nascita   | Nazionalità sportiva |
| -- | --------------------- | ----- | ----------------- | -------------------- |
| 1  | Federica Mastrodicasa | C     | 5 febbraio 1988   | Italia               |
| 3  | Ludovica Dalia        | P     | 25 settembre 1984 | Italia               |
| 5  | Giorgia Caforio       | L     | 16 settembre 1994 | Italia               |
| 7  | Ludovica Guidi        | C     | 17 dicembre 1992  | Italia               |
| 8  | Valentina Re          | S     | 18 gennaio 1996   | Italia               |
| 9  | Eleonora Bruno        | L     | 15 aprile 1994    | Italia               |
| 10 | Alessandra Baiocco    | L     | 24 gennaio 1996   | Italia               |
| 11 | Enrica Borgna         | S     | 30 ottobre 1986   | Italia               |
| 13 | Anna Aliberti         | C     | 13 marzo 1996     | Italia               |
| 14 | Tereza Vanžurová      | O     | 4 aprile 1991     | Rep. Ceca            |
| 15 | Floriana Bertone      | C     | 19 novembre 1992  | Italia               |
| 16 | María Segura          | S     | 10 giugno 1992    | Spagna               |
| 18 | Linda Bonifazi        | P     | 19 aprile 1988    | Italia               |

## Mercato
| Acquisti | Acquisti              | Acquisti          | Acquisti   |
| R.       | Nome                  | da                | Modalità   |
| -------- | --------------------- | ----------------- | ---------- |
| C        | Floriana Bertone      | Neruda            | definitivo |
| L        | Eleonora Bruno        | Neruda            | definitivo |
| L        | Giorgia Caforio       | Soverato          | definitivo |
| P        | Ludovica Dalia        | Flero             | definitivo |
| C        | Ludovica Guidi        | Millenium Brescia | definitivo |
| C        | Federica Mastrodicasa | Pesaro            | definitivo |
| S        | Valentina Re          | Canavese          | definitivo |
| S        | María Segura          | Pro Victoria      | definitivo |
| O        | Tereza Vanžurová      | Filottrano        | definitivo |

| Cessioni | Cessioni             | Cessioni  | Cessioni   |
| R.       | Nome                 | a         | Modalità   |
| -------- | -------------------- | --------- | ---------- |
| L        | Lara Brero           | ?         | definitivo |
| S        | Erica Giacomel       | Pordenone | definitivo |
| C        | Valeria Millesimo    | Soverato  | definitivo |
| P        | Sara Montefameglio   | Canavese  | definitivo |
| O        | Valentina Nardoianni | Canavese  | definitivo |
| C        | Valentina Soriani    | Alba      | definitivo |
| S        | Greta Valli          | Soverato  | definitivo |

## Risultati

### Serie A2

#### Girone di andata
| 1ª giornata - 8 ottobre 2017 PalaSanbapolis, Trento                             | Trentino Rosa         | 3 - 2 | Cuneo Granda        | 22-25, 26-24, 17-25, 25-16, 15-12 |
| 2ª giornata - 15 ottobre 2017 PalaCastagnaretta, Cuneo                          | Cuneo Granda          | 3 - 1 | Zambelli Orvieto    | 25-22, 23-25, 25-15, 25-23        |
| 3ª giornata - 18 ottobre 2017 PalaCastagnaretta, Cuneo                          | Cuneo Granda          | 3 - 0 | Millenium Brescia   | 25-15, 25-23, 25-22               |
| 4ª giornata - 22 ottobre 2017 PalaEvangelisti, Perugia                          | Wealth Planet Perugia | 1 - 3 | Cuneo Granda        | 17-25, 19-25, 25-20, 19-25        |
| 5ª giornata - 29 ottobre 2017 PalaCastagnaretta, Cuneo                          | Cuneo Granda          | 3 - 0 | Montecchio Maggiore | 25-23, 25-21, 25-20               |
| 6ª giornata - 1º novembre 2017 PalaCastagnaretta, Cuneo                         | Cuneo Granda          | 3 - 1 | Soverato            | 25-17, 25-21, 18-25, 25-20        |
| 7ª giornata - 5 novembre 2017 Palazzetto dello Sport, San Giovanni in Marignano | Adolfo Consolini      | 0 - 3 | Cuneo Granda        | 19-25, 31-33, 18-25               |
| 8ª giornata - 12 novembre 2017 PalaCastagnaretta, Cuneo                         | Cuneo Granda          | 2 - 3 | Olimpia Teodora     | 25-23, 18-25, 25-21, 18-25, 11-15 |
| 9ª giornata - 19 novembre 2017 PalaMaddalene, Chieri                            | Chieri '76            | 3 - 1 | Cuneo Granda        | 25-21, 25-19, 21-25, 25-16        |
| 11ª giornata - 29 novembre 2017 Palazzetto dello Sport, Caserta                 | VolAlto Caserta       | 0 - 3 | Cuneo Granda        | 20-25, 17-25, 21-25               |
| 12ª giornata - 2 dicembre 2017 Centro Pavesi, Milano                            | Club Italia           | 0 - 3 | Cuneo Granda        | 18-25, 17-25, 23-25               |
| 13ª giornata - 10 dicembre 2017 PalaCastagnaretta, Cuneo                        | Cuneo Granda          | 3 - 1 | Due Principati      | 27-25, 25-21, 21-25, 25-21        |
| 14ª giornata - 13 dicembre 2017 PalaCastagnaretta, Cuneo                        | Cuneo Granda          | 3 - 1 | CUS Torino          | 25-13, 25-23, 20-25, 25-20        |
| 15ª giornata - 17 dicembre 2017 PalaBellina, Marsala                            | Marsala               | 1 - 3 | Cuneo Granda        | 25-19, 16-25, 23-25, 26-28        |
| 16ª giornata - 26 dicembre 2017 PalaCastagnaretta, Cuneo                        | Cuneo Granda          | 1 - 3 | Mondovì             | 25-20, 23-25, 17-25, 22-25        |
| 17ª giornata - 30 dicembre 2017 Geopalace, Olbia                                | Hermaea               | 0 - 3 | Cuneo Granda        | 15-25, 22-25, 19-25               |

#### Girone di ritorno
| 18ª giornata - 6 gennaio 2018 PalaCastagnaretta, Cuneo                | Cuneo Granda        | 3 - 2 | Trentino Rosa         | 19-25, 17-25, 25-14, 25-20, 15-11 |
| 19ª giornata - 14 gennaio 2018 PalaPapini, Orvieto                    | Zambelli Orvieto    | 3 - 0 | Cuneo Granda          | 25-13, 25-22, 25-17               |
| 20ª giornata - 17 gennaio 2018 PalaGeorge, Montichiari                | Millenium Brescia   | 3 - 1 | Cuneo Granda          | 17-25, 25-19, 25-19, 25-19        |
| 21ª giornata - 21 gennaio 2018 PalaCastagnaretta, Cuneo               | Cuneo Granda        | 3 - 1 | Wealth Planet Perugia | 25-14, 19-25, 25-16, 25-17        |
| 22ª giornata - 28 gennaio 2018 PalaCollodi, Montecchio Maggiore       | Montecchio Maggiore | 1 - 3 | Cuneo Granda          | 23-25, 28-26, 14-25, 15-25        |
| 23ª giornata - 4 febbraio 2018 PalaScoppa, Soverato                   | Soverato            | 3 - 2 | Cuneo Granda          | 25-18, 13-25, 20-25, 25-23, 15-10 |
| 24ª giornata - 11 febbraio 2018 PalaCastagnaretta, Cuneo              | Cuneo Granda        | 3 - 2 | Adolfo Consolini      | 25-20, 22-25, 25-23, 21-25, 15-8  |
| 25ª giornata - 20 febbraio 2018 PalaCosta, Ravenna                    | Olimpia Teodora     | 0 - 3 | Cuneo Granda          | 20-25, 20-25, 21-25               |
| 26ª giornata - 25 febbraio 2018 PalaCastagnaretta, Cuneo              | Cuneo Granda        | 3 - 0 | Chieri '76            | 25-17, 25-18, 25-14               |
| 28ª giornata - 7 marzo 2018 PalaCastagnaretta, Cuneo                  | Cuneo Granda        | 3 - 0 | VolAlto Caserta       | 25-19, 25-16, 25-15               |
| 29ª giornata - 11 marzo 2018 PalaCastagnaretta, Cuneo                 | Cuneo Granda        | 3 - 0 | Club Italia           | 25-13, 25-18, 25-20               |
| 30ª giornata - 18 marzo 2018 Palazzetto dello Sport, Capriglia Irpina | Due Principati      | 0 - 3 | Cuneo Granda          | 20-25, 26-28, 18-25               |
| 31ª giornata - 21 marzo 2018 Palazzetto dello Sport, Alpignano        | CUS Torino          | 1 - 3 | Cuneo Granda          | 25-27, 25-23, 21-25, 20-25        |
| 32ª giornata - 25 marzo 2018 PalaCastagnaretta, Cuneo                 | Cuneo Granda        | 3 - 0 | Marsala               | 25-13, 25-13, 25-13               |
| 33ª giornata - 2 aprile 2018 PalaManera, Mondovì                      | Mondovì             | 3 - 2 | Cuneo Granda          | 23-25, 19-25, 25-16, 25-20, 15-5  |
| 34ª giornata - 8 aprile 2018 PalaCastagnaretta, Cuneo                 | Cuneo Granda        | 3 - 0 | Hermaea               | 25-11, 25-20, 25-13               |

#### Play-off promozione
| Quarti di finale (gara 1) - 15 aprile 2018 PalaCastagnaretta, Cuneo | Cuneo Granda | 3 - 0 | CUS Torino   | 25-15, 28-26, 25-15               |
| Quarti di finale (gara 2) - 18 aprile 2018 PalaRuffini, Torino      | CUS Torino   | 2 - 3 | Cuneo Granda | 25-20, 23-25, 20-25, 25-23, 11-15 |
| Semifinali (gara 1) - 25 aprile 2018 PalaCastagnaretta, Cuneo       | Cuneo Granda | 2 - 3 | Chieri '76   | 17-25, 25-22, 25-17, 20-25, 9-15  |
| Semifinali (gara 2) - 29 aprile 2018 PalaMaddalene, Chieri          | Chieri '76   | 2 - 3 | Cuneo Granda | 22-25, 25-23, 25-23, 19-25, 16-18 |
| Semifinali (gara 3) - 1º maggio 2018 PalaCastagnaretta, Cuneo       | Cuneo Granda | 2 - 3 | Chieri '76   | 25-16, 21-25, 25-22, 21-25, 8-15  |

### Coppa Italia di Serie A2
| Quarti di finale - 24 gennaio 2018 Palasport Castagnaretta, Cuneo | Cuneo Granda | 2 - 3 | CUS Torino | 21-25, 23-25, 25-20, 25-17, 12-15 |

## Statistiche

### Statistiche di squadra
| Competizione             | Punti | In casa | In casa | In casa | In trasferta | In trasferta | In trasferta | Totale | Totale | Totale |
| Competizione             | Punti | G       | V       | P       | G            | V            | P            | G      | V      | P      |
| ------------------------ | ----- | ------- | ------- | ------- | ------------ | ------------ | ------------ | ------ | ------ | ------ |
| Serie A2                 | 74    | 19      | 15      | 4       | 18           | 12           | 6            | 37     | 27     | 10     |
| Coppa Italia di Serie A2 | -     | 1       | 0       | 1       | 0            | 0            | 0            | 1      | 0      | 1      |
| Totale                   | -     | 20      | 15      | 5       | 18           | 12           | 6            | 38     | 27     | 11     |

G = partite giocate; V = partite vinte; P = partite perse

### Statistiche dei giocatori
| Giocatore       | Serie A2 | Serie A2 | Serie A2 | Serie A2 | Serie A2 | Coppa Italia di Serie A2 | Coppa Italia di Serie A2 | Coppa Italia di Serie A2 | Coppa Italia di Serie A2 | Coppa Italia di Serie A2 | Totale | Totale | Totale | Totale | Totale |
| Giocatore       | P        | PT       | AV       | MV       | BV       | P                        | PT                       | AV                       | MV                       | BV                       | P      | PT     | AV     | MV     | BV     |
| --------------- | -------- | -------- | -------- | -------- | -------- | ------------------------ | ------------------------ | ------------------------ | ------------------------ | ------------------------ | ------ | ------ | ------ | ------ | ------ |
| A. Aliberti     | 31       | 37       | 29       | 3        | 5        | 1                        | 4                        | 3                        | 1                        | 0                        | 32     | 41     | 32     | 4      | 5      |
| A. Baiocco      | 23       | 2        | 2        | 0        | 0        | 1                        | 0                        | 0                        | 0                        | 0                        | 24     | 2      | 2      | 0      | 0      |
| F. Bertone      | 18       | 154      | 120      | 26       | 8        | 1                        | 0                        | 0                        | 0                        | 0                        | 19     | 154    | 120    | 26     | 8      |
| L. Bonifazi     | 14       | 7        | 3        | 4        | 0        | 0                        | 0                        | 0                        | 0                        | 0                        | 14     | 7      | 3      | 4      | 0      |
| E. Borgna       | 37       | 304      | 258      | 27       | 19       | 1                        | 5                        | 5                        | 0                        | 0                        | 38     | 309    | 263    | 27     | 19     |
| E. Bruno        | 24       | 6        | 5        | 1        | 0        | -                        | -                        | -                        | -                        | -                        | 24     | 6      | 5      | 1      | 0      |
| G. Caforio      | 16       | 0        | 0        | 0        | 0        | -                        | -                        | -                        | -                        | -                        | 16     | 0      | 0      | 0      | 0      |
| L. Dalia        | 37       | 98       | 66       | 22       | 10       | 1                        | 1                        | 0                        | 1                        | 0                        | 38     | 99     | 66     | 23     | 10     |
| L. Guidi        | 16       | 106      | 78       | 25       | 3        | -                        | -                        | -                        | -                        | -                        | 16     | 106    | 78     | 25     | 3      |
| F. Mastrodicasa | 36       | 359      | 281      | 65       | 13       | 1                        | 15                       | 14                       | 0                        | 1                        | 37     | 374    | 295    | 65     | 14     |
| V. Re           | 22       | 85       | 75       | 6        | 4        | 1                        | 11                       | 10                       | 0                        | 1                        | 23     | 96     | 85     | 6      | 5      |
| M. Segura       | 37       | 520      | 422      | 51       | 47       | 1                        | 27                       | 21                       | 4                        | 2                        | 38     | 547    | 463    | 55     | 49     |
| T. Vanžurová    | 37       | 742      | 676      | 23       | 43       | 1                        | 20                       | 17                       | 2                        | 1                        | 38     | 762    | 693    | 25     | 44     |

P = presenze; PT = punti totali; AV = attacchi vincenti; MV = muri vincenti; BV = battute vincenti